# أوتو شريدر
أوتو شريدر (بالألمانية: Otto Schrader)‏ هو لغوي ألماني، ولد في 28 مارس 1855 في فايمار في ألمانيا، وتوفي في 21 مارس 1919 في فروتسواف في بولندا.